# Хайнрих XI фон Хонщайн-Клетенберг
Хайнрих XI фон Хонщайн-Клетенберг „Смели“ (на немски: Heinrich XI von Honstein-Klettenberg, „der Kühne“; * 1402; † 1454) е граф на Хонщайн и господар в Клетенберг, Лохра, Лаутерберг и Шарцфелд в Тюрингия.
Той е син на граф Ернст II (I) фон Хонщайн-Клетенберг-Лохра (* ок. 1373; † 12 юни 1426) и графиня Анна (София) фон Щолберг (* ок. 1377; † 1436), дъщеря на граф Хайнрих XVI фон Щолберг († 1403) и Елизабет фон Мансфелд († 1398). Баща му е убит на 12 юни 1426 г. при Аусиг.
Брат е на граф Ернст III „Стари“ фон Хонщайн-Лохра († 1454) и Анна фон Хонщайн († 1450), омъжена 1435 г. за граф Гюнтер II фон Мансфелд-Кверфурт († 1475). Дядо е на Вилхелм фон Хонщайн (1466 – 1541), епископ на Страсбург (1506 – 1541).

## Фамилия
Хайнрих XI се жени пр. 7 септември 1424 г. за графиня Маргарета фон Валдек (* 1405; † 25 април 1464), дъщеря на граф Хайнрих VII фон Валдек († 1442/1444) и Маргарета фон Насау-Висбаден-Идщайн († 1432). Те имат един син:
- Ернст IV фон Хонщайн-Клетенберг (* ок. 1440; † 1508), граф на Хонщайн, господар в Клетенберг (1454), господар в Лохра (1492), женен I. 1462 г. за графиня Маргарета фон Ройс-Гера (* ок. 1440; † 1497), II. 1498 г. за графиня Фелицитас фон Байхлинген (* ок. 1440; † сл. 1498)[3]

Хайнрих XI се жени втори път сл. 15 май 1450 г. за принцеса Маргарета (Малгорцата) фон Саган-Силезия-Прибус(* 1415/1422; † сл. 9 май 1491), вдовица на граф Фолрад II фон Мансфелд († 1450), дъщеря на херцог Йохан I фон Саган († 1439) и принцеса Схоластика от Саксония-Витенберг († 1463). Те нямат деца.
Вдовицата му Маргарета фон Валдек се омъжва трети път пр. 27 юни 1457 г. за херцог Хайнрих III фон Брауншвайг-Грубенхаген (ок. 1416 – 1464).